# Chitry-les-Mines
Chitry-les-Mines – miejscowość i gmina we Francji, w regionie Burgundia-Franche-Comté, w departamencie Nièvre.
Według danych na rok 1990 gminę zamieszkiwało 248 osób, a gęstość zaludnienia wynosiła 40 osób/km² (wśród 2044 gmin Burgundii Chitry-les-Mines plasuje się na 664. miejscu pod względem liczby ludności, natomiast pod względem powierzchni na miejscu 1165.).